# الثلوث (الطويلة)

تعديل مصدري - تعديل

الثلوث هي إحدى قرى عزلة لاعة بمديرية الطويلة التابعة لمحافظة المحويت، بلغ تعداد سكانها 91 نسمة حسب تعداد اليمن لعام 2004.